# Upli
Upli är en by i Sangrurdistriktet i delstaten Punjab i Indien. Folkmängden uppgick till 4 021 invånare vid folkräkningen 2011. Byn ligger längs med järnvägen mellan Sangrur och Sunam. Den närmaste järnvägsstationen är i Bharur och bilvägen är det tre kilometer mellan Sangrur och Upli. I byn finns en majsfabrik vars grund lagts av den förre presidenten Neelam Sanjiva Reddy. Fram till 1990-talet var den statligt ägd, men då privatiserades den. I byn finns också en grundskola, och en högstadieskola finns mellan Upli och Chathhe. Byskolan är uppkallad efter Pandit Chet Ram, en frihetskämpe och sedermera en lärare i hindi vid Raj High School i Sangrur. Näraliggande byar är Ubhawal, Chathhe och Bharur.